# Uroprionulus zenobia
Uroprionulus zenobia (лат.) — ископаемый вид проктотрупоидных наездников, единственный в составе рода †Uroprionulus и семейства †Uroprionulidae Engel, 2025 из инфраотряда Proctotrupomorpha (Hymenoptera). Один из древнейших представителей наездников. Обнаружен в меловом ливанском янтаре (возраст около 125 млн лет). Назван в честь царицы Септимии Зенобии, правительницы Пальмиры.

## Этимология

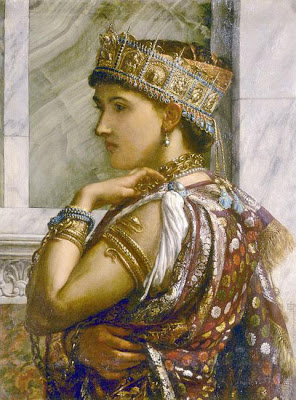
Зенобия (царица Пальмиры), в честь которой назван вид

Видовое название U. zenobia происходит от имени царицы Септимии Зенобии (240—274 гг. до н. э.), правительницы Пальмиры и завоевательницы римского Востока, от центральной Турции (Анатолия) до Синая и северного Египта (Сирия Палестина, Петрейская Аравия и Египет) — места обнаружения типового экземпляра вида. Родовое название Uroprionulus образовано от древнегреческого существительного οὐρᾱ́ (ourā́, что означает «хвост»), существительного πρῑ́ων (prī́ōn, что означает «пила», что указывает на яйцеклад) и уменьшительного суффикса -ulus. Род названия — мужской.

## Описание
Мелкие наездники, длина тела менее 1 мм. Голова гипогнатная, длиннее своей ширины, без задней мехообразной структуры. Мандибулы эндодонтные, двузубые; щёчное пространство длинное. Сложные глаза среднего размера, круглые; простые глазки на темени; затылочный киль отсутствует. Усиковые валики торули расположены выше середины лица, широко отделены от наличника, не расположены на выступающем усиковом выступе.

## Систематика
Вид Uroprionulus zenobia был впервые описан в 2025 году по голотипу, обнаруженному в ливанском янтаре (Меловой период, Барремский ярус, возраст около 125 млн лет; Ливан, район Бишари). Представители таксона имеют неясное систематическое положение. Находка представляет собой самку с удлинённым яйцекладом и его чехлами, а также крыльями, внешне напоминающими крылья нескольких вымерших семейств мелких ос-проктотрупоморф, таких как †Alavarommatidae, †Archaeoserphitidae и †Spathiopterygidae.